# US Clay Court Championships 1978
Lo US Clay Court Championships 1978 è stato un torneo di tennis giocato sulla terra verde. È stata la 26ª edizione del torneo, che fa parte del WTA Tour 1978. Si è giocato ad Indianapolis negli USA dal 7 al 13 agosto 1978.

## Campionesse

### Singolare
Dana Gilbert ha battuto in finale  Viviana González con il punteggio di 6–2, 6–3

### Doppio
Helena Anliot /  Helle Sparre-Viragh hanno battuto in finale  Barbara Hallquist /  Sheila McInerney con il punteggio di 6–3, 6–1